# Pop Shit
Pop Shit è un singolo del rapper statunitense Smokepurpp pubblicato il 10 giugno 2020.

## Tracce
1. Pop Shit – 1:33